# معدية مهدي
قرية معدية مهدى والعرجان هي إحدى القرى التابعة لمركز مطوبس في محافظة كفر الشيخ في جمهورية مصر العربية. حسب إحصاءات سنة 2006، بلغ إجمالي السكان في معدية مهدى والعرجان 2582 نسمة، منهم 1295 رجل و1287 امرأة.